# Wiener Neudorf
Wiener Neudorf (česky Vídeňská Nová Ves) je městys východně od okresního města Mödling v Industrieviertelu v Dolních Rakousích poblíž Vídně.

## Poloha
Wiener Neudorf se nachází v rovinaté části okresu Mödling ve Vídeňské pánvi.

## Sousedící obce
Severozápadně leží Maria Enzersdorf a Brunn am Gebirge, na severu Vösendorf, na západě Mödling, na východě Biedermannsdorf a na jihu Guntramsdorf.

## Historie
První osídlení oblasti Mödlingu (včetně Wiener Neudorfu) sahá přibližně do doby 4000 let před naším letopočtem, což dokládají nálezy z té doby. První zmínka o osídlení pochází z 12. století, kdy je zmíněn „Nowendorf“. Výměnou za vesnici Siegenfeld (kláštera Heiligekreuz) dostal vévoda Heinrich II. Jasomirgot mezi jinými Hube (= dvůr s 10–15 ha půdy) k „Nuwendorfu“.
Wiener Neudorf existuje od roku 1270; dokument z té doby poskytuje seznam mýtného a údaje o „Wiener Neudorfu“. Tím mýtným místem byl Mödlingský most až do 19. století a byl úzce spojen s rozvojem obce.
V polovině 14. století v době neúrody (1330 a 1340) a také příchodem moru došlo k úbytku obyvatel v kraji. Kolem roku 1500 bylo místo opevněno a byla vybudována tvrz Neudorf. (Místo bylo za Tureckých válek alespoň jednou zničeno.)
Především z důvodů poštovních v počátku 19. století dostala obec své dnešní jméno. Kvůli mnoha místům stejného názvu rozlišovaly se dodatky přidávaným k názvu – jako např. „Neudorf bei Staatz“ nebo „Neudorf bei Pögstall“. Wiener Neudorf byla jednoduše označena velkým „W“ na počátku názvu. Tento pravopis přišel do módy a v roce 1854 byl oficiálně uznaný.
V polovině 19. století začala industrializace také v oblasti Wiener Neudorf. Hlavně hojnost suroviny pro výrobu cihel poskytla příznivou situaci pro „Neudorfer Ziegelwerke“ firmy „Wienerberger“, a nejen ve Wiener Neudorfu vznikaly četná hliniště. Také v té době vznikly „Rakouské pivovary“ (Austria-Brauerei), které byly v té době jedním z největších pivovarů v zemi.
Kolem roku 1900 se v obci mnoho změnilo: telefonní síť byla sjednocena se sousedními obcemi; obec dostala četnickou stanici a byla vybudována kanalizace.
Po anšlusu v roce 1938 se Wiener Neudorf stal částí 24. vídeňského obvodu – tento stav trval dále i po konci Velkoněmecké říše. Teprve v roce 1954 se Wiener Neudorf stala opět samostatnou obcí.
Během druhé světové války byla ve Wiener Neudorfu zřízena pobočka koncentračního tábora Mauthausen. V roce 1940 byly zahájeny práce na výstavbě továrny na letecké motory (Flugmotorenwerke Ostmark). Ještě dříve, než byly závody dokončeny, začaly roku 1943 v oblasti první spojenecké nálety. I přes probíhající plný provoz bylo po bombardování jen málo mrtvých lidí. K těžkému útoku na Ostmarkwerke došlo až 26. července 1944, zasažen byl i tábor nasazených vězňů koncentračního tábora. Velké ztráty ale utrpěly i útočící americké bombardéry, přičemž 66 členů posádek zahynulo a 43 letců bylo zajato.
Do konce války bylo asi 80% domů poškozených; asi 30 stavení bylo úplně zničeno nebo se staly neobyvatelnými. Obec se 6. dubna 1945 dostala do ruské okupační zóny.
Theo Rossiwall píše ve své knize „Die Letzten Tage“ (Poslední dny) o bojích ve Wiener Neudorfu (8. dubna 1945): „Wiener Neudorf měl po třídenních bojích za sebou bombardování zápalnými pumami a zničený most nad Badnerskou dráhou.“

## Pamětihodnosti
- Stará Radnice
- Kostel Panny Marie Sněžné
- Mariánský sloup
- Turecký kříž
- Prenningerova kaple
- Hacklův kříž

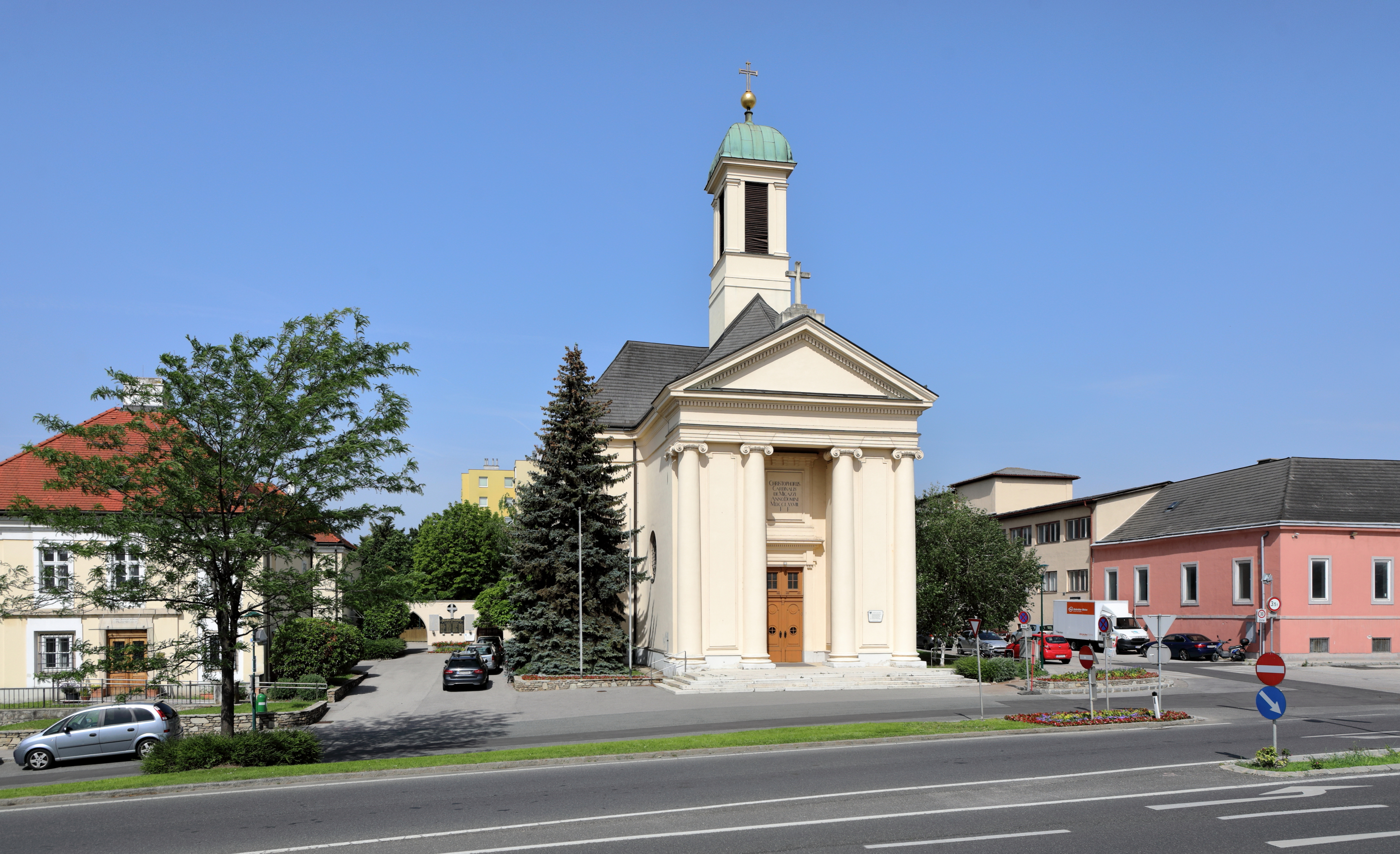
Kostel Panny Marie Sněžné

- Válečný památník – Dům Christoph-Migazzi

## Vývoj počtu obyvatel
Podle sčítání obyvatelstva bylo ve Wiener Neudorfu roku 1971 4 072 obyvatel, v roce 1981 7 933, roku 1991 8 385, 2001 8 428 a v roce 2006 zde žilo celkem 8 809 obyvatel.

## Hospodářství a infrastruktura
Na ploše po dřívějších závodech na letecké motory (Flugmotorenwerke Ostmark) vybudovala firma Eco Plus rozsáhlou průmyslovou oblast, z nichž většina patří do katastru Wiener Neudorfu. Díky dopravní návaznosti se zde usídlil velký počet podniků z Vídně, které se z velkoměsta přemístily na průmyslové Centrum jih. Díky tomu se Wiener Neudorf stal ekonomicky silnou obcí.
Sídlí zde Shoppins City Süd a také Průmyslové centrum Dolního Rakouska (Industriezentrum Niederösterreich Süd) s firmami jako je LKW Walter, Billa, Isovolta, Eternit-Werke, Hitachi a Konica Minolta.

### Doprava
Po dálnici A2, nebo vídeňskou místní dráhou „Badner Bahn“ se dosáhne v krátkém čase spolkové hlavní město Vídeň. V oblasti Schwechatu byla v roce 2006 dokončena rychlostní komunikace S1, jakož i Mödlingská silnice B11.
Také západním směrem se dostaneme vnějším vídeňským dálničním okruhem.

## Významné osobnosti
- Othmar Skala (1895–1958), dolnorakouský etnograf

## Partnerství
- Bärnkopf, Waldviertel, Rakousko, 1973